# Bulbophyllum trichocephalum
Bulbophyllum trichocephalum là một loài phong lan thuộc chi Bulbophyllum.